# Jaime Portela de Melo
Jaime Portela de Melo (em grafia antiga Jayme Portella de Mello) GCA (Pocinhos-PB, 12 de julho de 1911 — Brasília-DF, 4 de outubro de 1984) foi um militar brasileiro.

## Biografia
Foi chefe do Gabinete Militar no governo Costa e Silva, de 15 de março de 1967 a 31 de agosto de 1969, continuando no posto durante o governo da junta militar de 1969, até 30 de outubro de 1969. Teria sido um dos proponentes da Operação Bandeirante.
Em 2 de março de 1971 foi agraciado com a Grã-Cruz da Ordem Militar de Avis de Portugal.
Foi principal articulador e organizador do movimento que barrou a ascensão do vice-presidente Pedro Aleixo quando o titular Costa e Silva foi afastado por invalidez provisoriamente, e depois definitivamente. Num primeiro momento, a articulação escondeu do país o estado de saúde de Costa e Silva, com grave crise de isquemia. Depois organizou com os três ministros militares o impedimento da posse de Pedro Aleixo em prol de três regentes: Augusto Rademaker, Aurélio de Lira Tavares e Márcio de Sousa e Melo. Organizou a ida de Aleixo ao Rio de Janeiro para informá-lo que não iria assumir a presidência, depois lhe impediu de retornar a Brasília, com receio que Aleixo conseguisse organizar uma cerimônia de posse. Na votação do AI-5, seu voto foi breve: "Senhor presidente, senhores conselheiros. Eu sou plenamente pela assinatura da proposição que nos é apresentada."